# Saison 13 des Griffin
Chronologie
Saison 12 Saison 14
La treizième saison de la série d'animation Les Griffin (Family Guy) a été diffusée du 28 septembre 2014 au 17 mai 2015 sur la chaîne Fox aux États-Unis et sur le réseau Global au Canada.
En France elle est disponible en français sur Netflix du 1er janvier 2016 au 31 décembre 2021.

## Développement
Le 12 mai 2014, Fox renouvelle Les Griffin pour une treizième saison.
La saison est lancée avec un épisode de près d'une heure en cross-over avec Les Simpson, dans lequel les acteurs de la version originale prêtent leur voix. Les autres invités de l'épisode incluent Julie Bowen, Liam Neeson, Lea Thompson, Allison Janney, Connie Britton,,, et Tony Sirico.

## Épisodes
| No. série | No. saison | Titres (France et Québec)                                                                | Titre original                              | Réalisation     | Scénario                  | Date de diffusion (FOX) | Dates de diffusion MCM Télétoon     | Code prod.    | Audience |
| --- | ---------- | ---------------------------------------------------------------------------------------- | ------------------------------------------- | --------------- | ------------------------- | ----------------------- | ----------------------------------- | ------------- | -------- |
| 232 | 1          | Les Grifson Simpson-Guy                                                                  | The Simpsons Guy                            | Peter Shin      | Patrick Meighan           | 28 septembre 2014       | 11 novembre 2017 1er septembre 2015 | BACX22/BACX23 | 8,45     |
| Dans cet épisode de 42 minutes, Peter s'improvise dessinateur de bande dessinée après avoir trouvé celles du journal sinistres. Malheureusement, son plan se retourne contre lui et toute la famille s'envole pour une nouvelle destination. Alors qu'ils se dégourdissent les jambes dans une station service, leur voiture est volée. Faisant le plein au Kwik E Market, Peter et les siens rencontrent les Simpson qui les hébergent quelque temps chez eux. Tandis que Peter et Homer se mettent en tête de trouver le voleur de voiture, Marge et Lois passent du temps ensemble. Bart initie Stewie à ses farces mais Nelson les interrompt. Stewie, furieux, jure de venger Bart. Pendant ce temps, Lisa fait découvrir à Meg le monde de la musique mais celle-ci se trouve une bien meilleure saxophoniste qu'elle. Après s'être brièvement lié d'amitié avec Maggie, Chris accompagne Brian promener Petit Papa Noël mais ils le perdent jusqu'au moment où ce dernier revient tout seul. Finalement, Peter parvient à retrouver sa voiture mais son amitié entre lui et Homer prend fin lorsqu'ils découvrent tous les deux que la bière qu'ils boivent porte deux noms différents. Lors du procès, Peter perd au profit d'Homer et jure de le tabasser. Finalement, ils se réconcilient et acceptent de garder leurs émissions séparées « par un énorme tas de cochonneries ». Meg perd le saxophone offert par Lisa que Peter jette car il n'a pas assez de place pour tout garder, tandis que Stewie qui a torturé tous les ennemis de Bart, ne peut se consoler de l'adieu fait à son nouvel ami.                                                           |            |                                                                                          |                                             |                 |                           |                         |                                     |               |          |
| 233 | 2          | Le livre de Joe L’évangile selon Joe                                                     | The Book of Joe                             | Mike Kim        | Mike Desilets             | 5 octobre 2014          | 11 novembre 2017 8 septembre 2015   | CACX01        | 3,63     |
| Peter apprend que son ami et voisin Joe a décidé d'écrire un livre destiné à une clientèle enfantine. Son manuscrit est accepté, mais par peur d'être ridiculisé par ses collègues, Joe décide d'emprunter un pseudonyme. Lors d'une séance de lecture, sa paraplégie effraie tellement les enfants qu'il demande (avec accord de son agent) que Peter soit le visage du nom d'écrivain qu'il a choisi. Malheureusement, lors de l'interview, Peter émet des blagues odieuses sur les personnes atteintes de paralysie des membres inférieurs. Contre toute attente, les fans apprécient son humour et trouvent même plaisant qu'il ait décidé de raconter l'histoire d'un écureuil optimiste malgré son handicap. Cependant, Joe finit par détester le fait que Peter se présente comme celui qui a écrit le livre et se retire du projet. Malgré une aide croissante de Quagmire et de Cleveland, Peter est renvoyé. Il s'excuse auprès de Joe qui lui pardonne, admettant que sans lui, il n'aurait jamais eu le courage d'écrire. Pendant ce temps, Brian est tombé amoureux de Chloé, une joggeuse. Il décide donc de s'initier aux footings afin de lui plaire, ce qui inquiète le reste de la famille qui se fait du souci pour sa santé. Lors d'un marathon, en dépit du soutien de Stewie, Brian est victime d'un claquage musculaire, permettant à son ami d'avoir le dernier mot. L'épisode se termine avec Peter qui présente quelques drôles de livres qu'il a trouvé sur la route. |            |                                                                                          |                                             |                 |                           |                         |                                     |               |          |
| 234 | 3          | Baking Bad Biscuits cochons                                                              | Baking Bad                                  | Jerry Langford  | Mark Hentemann            | 19 octobre 2014         | 11 novembre 2017 15 septembre 2015  | BACX20        | 4.74     |
| Après un séisme ayant frappé Haïti, Lois organise une collecte de sang. Peter, y ayant participé, se voit proposer un cookie en remerciement. Il apprécie tellement le gâteau préparé par sa femme, qu'il l'encourage à développer sa passion pour la cuisine en ouvrant un commerce dédié aux cookies. Seulement, au début, les temps sont durs. Sur conseil de Quagmire, Peter décide d'embaucher des vendeuses en bikinis. Malheureusement, sa stupidité va trop loin et il transforme le magasin en club de strip tease. Réalisant que son comportement était inacceptable, Peter s'excuse auprès de sa femme qui restitue le magasin au fournisseur originel. Pendant ce temps, Stewie ayant quelques difficultés à dormir, Brian lui administre un sirop contre la toux. Stewie développe finalement une intoxication médicamenteuse et agit de manière absurde. L'intervention de Brian permet de le guérir et d'empêcher la tentative de masturbation de Chris sur lui. |            |                                                                                          |                                             |                 |                           |                         |                                     |               |          |
| 235 | 4          | Le roi de l'arnaque La gueule de l'emploi                                                | Brian The Closer                            | John Holmquist  | Steve Marmel              | 9 novembre 2014         | 11 novembre 2017 22 septembre 2015  | BACX21        | 3.63     |
| Peter retrouve un vieux jouet en forme de corde appartenant à Brian. Celui-ci développe très rapidement une addiction et Peter essaie de l'en débarrasser le plus vite possible. Mais à force de trop d'acharnement, Brian perd toutes ses dents. Lois refusant de l'emmener consulter un dentiste, c'est finalement Quagmire qui vient à son secours. Avec sa nouvelle dentition, Brian se sent différent. Un jour, il est par mégarde pris pour un agent immobilier et commence à vendre de nombreuses propriétés. Un soir, il entend que Quagmire vient de recevoir une augmentation. Comme il lui faut désormais vendre un condo, Brian rend à Quagmire un prêt financier qu'il lui avait contracté et lui parle de la maison. Pour ce faire, il lui montre une vidéo promotionnelle et réussit finalement à le convaincre en lui faisant croire qu'un autre pilote est lui aussi intéressé. Cependant, en arrivant devant le bâtiment, le quatuor remarque qu'il s'agit en fait d'un vieil immeuble à l'abandon et que Brian a arnaqué Quagmire. Joe, plus attentif aux clauses du contrat, explique que Quagmire peut résilier son achat dans les 72 heures à venir. Or, Brian s'est caché pour les trois jours à venir. Trouvant refuge dans un motel, Brian a la surprise de tomber sur Quagmire. Il essaie de gagner du temps en lui expliquant qu'il a honte de sa conduite, mais Quagmire s'aperçoit du subterfuge et le tabasse. Devant désormais subir une nouvelle opération, Brian est soutenu par la famille entière tandis que Peter se blesse volontairement pour ne pas avoir à écouter la journée inintéressante de Meg.                               |            |                                                                                          |                                             |                 |                           |                         |                                     |               |          |
| 236 | 5          | À la recherche de la dinde perdue Oiseau de malheur                                      | Turkey Guys                                 | Julius Wu       | Cherry Chevapravatdumrong | 16 novembre 2014        | 11 novembre 2017 6 octobre 2015     | CACX02        | 4.46     |
| Peter et Brian s'enivrent la veille de Thanksgiving et dévorent la dinde que Lois comptait cuisiner. Furieuse, celle-ci leur oblige à en trouver une de remplacement. Quand tous les commerces de la ville s'avèrent soit en rupture de stock, soit sans dinde, Brian suggère qu'ils devraient aller dans le seul magasin en possédant, c'est-à-dire à soixante kilomètres de la maison. Ils y parviennent, mais sur le chemin du retour, le manque de savoir-faire de Peter en ce qui concerne les voitures hybrides les envoie dans un lac. Alors que Brian est sur le point de se noyer, Peter sauve la dinde. Les relations entre les deux compères se dégradent, surtout lorsque Brian apprend ce que Peter a fait à la dinde et que Peter sabote presque toutes leurs chances de rentrer par des moyens de locomotion variés. Finalement, Peter réussit à sauver Brian au zoo et tous deux se réconcilient. Peter et Brian ramènent l'oiseau vivant à la maison mais Peter ne peut se résoudre à abattre le volatile. En l'absence de son mari, Lois permet à Chris d'assumer les fonctions d'un chef de famille, mais il s'en révèle incapable et c'est Stewie qui doit exercer cette responsabilité à sa place. Chris abat finalement la dinde pour prouver qu'il sait remplir le rôle d'homme de la maison remplaçant. Peter conclut l'épisode en révélant que lui et Lois divorceront dans quatre ans après l'assassinat de Stewie. |            |                                                                                          |                                             |                 |                           |                         |                                     |               |          |
| 237 | 6          | 2000 ans, toujours puceau Le vierge de 2000 ans                                          | The 2000-Year Old Virgin                    | Joseph Lee      | Ted Jessup                | 7 décembre 2014         | 11 novembre 2017 22 décembre 2015   | CACX03        | 4.44     |
| Peter, lors d'une virée au centre commercial, retrouve son vieux copain Jésus qu'il n'avait pas revu depuis cinq saisons. Il apprend bientôt que Jésus n'a jamais perdu sa virginité et essaie de lui offrir ce cadeau pour son 2000e anniversaire. Lorsque toutes les tentatives de Peter et de ses copains échouent, Lois décide de participer elle aussi. Malheureusement, la situation se gâte lorsque Jésus et Lois commencent à passer de plus en plus de temps ensemble... |            |                                                                                          |                                             |                 |                           |                         |                                     |               |          |
| 238 | 7          | La grande aventure de Stewie, Chris et Brian La folle aventure de Stewie, Chris et Brian | Stewie, Chris & Brian's Excellent Adventure | Joe Vaux        | Alex Carter               | 4 janvier 2015          | 11 novembre 2017 29 septembre 2015  | CACX04        | 5.53     |
| Peter et Lois découvrent au cours d'une réunion parents professeurs que leur fils Chris risque de redoubler à cause de ses mauvais résultats scolaires. Son seul espoir de réussite réside en un test d'histoire qu'il doit passer. Peter tente sans succès de coacher son fils, mais ses méthodes ne sont pas adéquates. Il reçoit alors l'aide de Stewie et de Brian qui s'aperçoivent qu'il ne connaît rien à l'histoire. Ils l'emmènent alors à travers la machine à voyager dans le temps de Stewie en lui faisant croire qu'il rêve. Les trois membres de la famille vont alors explorer différentes étapes du passé à savoir l'approbation de la Louisiane par Thomas Jefferson, en 1803, la rencontre avec Ernest Hemingway à Paris en 1920, l'assassinat de Pavlov ou bien le fait que Stewie ait donné de l'argent à une version jeune d'Hitler, entre autres. Mais lorsque Stewie et Brian découvrent que Chris n'a rien retenu, ils le traitent d'idiot. Vexé, Chris fugue en s'embarquant sur le TITANIC. Brian et Stewie s'aperçoivent qu'il a emmené la machine avec lui. Ils réussissent à embarquer et le retrouvent dans la salle à manger. La machine est endommagée et ils n'ont d'autre choix que de se déguiser en femmes pour pouvoir la réparer. Stewie s'excuse auprès de son frère et admet qu'il possède une force physique impressionnante. Chris, Stewie et Brian reviennent dans le présent et Chris se réveille le lendemain sans la moindre connaissance historique. Mais parce qu'il a accidentellement tué l'ancêtre de son professeur d'histoire, il en a hérité d'un nouveau qui ne croit pas que les tests puissent aider les élèves. |            |                                                                                          |                                             |                 |                           |                         |                                     |               |          |
| 239 | 8          | Brian devient idiot Triple sot                                                           | Our Idiot Brian                             | John Holmquist  | Aaron Lee                 | 11 janvier 2015         | 11 novembre 2017 13 octobre 2015    | CACX05        | 4.12     |
| Meg réussit à convaincre Brian de passer l'équivalent du bac à sa place. Seulement, Brian rate complètement le test. La famille constate alors qu'il n'est pas aussi intelligent qu'il le dit. Peter réussit à persuader son chien que l'on peut très bien vivre en étant idiot et tous deux commencent à se comporter comme deux parfaits imbéciles. Stewie, lui, est chagriné par le nouveau comportement de son ami. Il essaie en vain de le faire revenir à la raison. Un jour, Brian apprend qu'il souffre d'une tumeur bénigne du cerveau. Stewie se résout à abandonner mais réalise que les cascades de Peter pourraient tuer Brian. Il utilise alors la stupidité de son ami contre lui-même. Brian subit alors l'opération et redevient lui-même. |            |                                                                                          |                                             |                 |                           |                         |                                     |               |          |
| 240 | 9          | Photos cochonnes Prendre son pied                                                        | This Little Piggy                           | Brian Iles      | Kristin Long              | 25 janvier 2015         | 11 novembre 2017 20 octobre 2015    | CACX06        | 3.19     |
| Brian critique ouvertement les bons résultats de Stewie et son passage en année supérieure. Un photographe propose à Meg de poser pour lui, ce qui déplaît à ses parents. Lorsque la séance photo touche à sa fin, Meg constate que ses poses ne servent qu'à satisfaire les fétichistes des pieds. Bien que vantant à Peter et Lois les mérites de sa nouvelle carrière, Meg doute encore de son potentiel jusqu'à ce qu'elle devienne effectivement célèbre. Cependant, son frère Chris en cherchant des sites pornographiques tombe sur lesdites photos, ce qui pousse Peter et Lois à agir. Meg trouve le courage de se défendre et se rend à une fête chez Quagmire. Lorsque Peter et Lois la devancent, ils décident de s'excuser auprès d'elle, mais doivent toujours trouver quelqu'un pour la remplacer et décident d'utiliser Joe à son insu. Pendant ce temps, Stewie prend une année sabbatique après avoir réalisé qu'on ne peut être diplômé de l'école maternelle et Brian l'accompagne. Stewie, plus vieux pour l'occasion, constate que lui et Brian sont tombés amoureux de la même fille. Celle-ci ne voit aucune objection à un plan à trois mais fait une overdose de drogue. Stewie et Brian se débarrassent de son corps avant que Brian ne ramène Stewie à l'école. Quant à Joe, il craint désormais que son pied ne soit enceint. |            |                                                                                          |                                             |                 |                           |                         |                                     |               |          |
| 241 | 10         | La mère de Quagmire La mineure                                                           | Quagmire's Mom                              | Greg Colton     | Tom Devanney              | 8 février 2015          | 18 novembre 2017 9 février 2016     | CACX07        | 2.81     |
| Meg demande à ses parents un chèque afin de participer à une excursion scolaire. Peter découvre que ses chèques sont en bois, ce qui le pousse à ouvrir son propre compte bancaire. Il s'aperçoit que son certificat de naissance le décrit comme s'appelant Justin Griffin. Il décide alors de changer radicalement de personnalité, puis organise une fête. Là, Quagmire est arrêté par Joe pour détournement de mineurs et doit passer en jugement. Devant le juge, Quagmire doit se défendre seul, les témoignages de ses amis n'étant pas cohérents. Il commence par se justifier en arguant que sa mère était accro au sexe, puis se rend compte que celle-ci arrive à la barre. Le juge n'est dans un premier temps pas convaincu par ses arguments lorsqu'elle admet qu'elle s'est rangée et demande la garde de son fils. Il donne à Quagmire une journée pour préparer ses affaires, et se résoudre à passer vingt ans en cellule. En dépit des conseils qu'elle lui prodigue, Quagmire refuse d'écouter sa mère. Finalement, le juge annule la sentence prévue en déclarant qu'il n'a jamais vu une mère aussi généreuse envers son fils. |            |                                                                                          |                                             |                 |                           |                         |                                     |               |          |
| 242 | 11         | Trou Détective Poupée de rêves                                                           | Encyclopedia Griffin                        | Jerry Langford  | Lewis Morton              | 15 février 2015         | 18 novembre 2017 27 octobre 2015    | CACX08        | 2.51     |
| Peter et ses amis réussissent à identifier le voleur de la bicyclette de Stewie. Ils en sont tellement fiers qu'ils décident d'ouvrir leur propre agence de détectives. Mais Peter déchante quand il s'aperçoit que son fils Chris pratique le vol à l'étalage. Peter découvre que Chris entretient une relation avec une poupée préfabriquée qu'il a baptisé Heather. Mais Lois aperçoit la poupée et s'imagine que la poupée reflète sa vie sexuelle avec Peter. Sur conseil de sa femme, Peter tente de discuter avec Chris mais ne fait qu'aggraver la situation. Par conséquent, Lois décide d'ignorer pour de bon son mari. Lois réalise en plus que Chris traite Heather avec davantage de considération que Peter ne le fait avec elle-même. Lois et Peter se joignent au pique-nique improvisé par Chris et sa promise, mais la stupidité de Peter lui fait perdre la face. Folle de jalousie, Lois détruit la poupée. Voyant à quel point Chris est malheureux sans elle, Lois lui conseille d'entretenir une relation avec une personne réelle, un conseil que Chris ne semble pas suivre, puisque sa nouvelle petite copine est une dominatrice. |            |                                                                                          |                                             |                 |                           |                         |                                     |               |          |
| 243 | 12         | Stewie est enceinte Stewie est enceint                                                   | Stewie is Enceinte                          | Steve Robertson | Gary Janetti              | 8 mars 2015             | 18 novembre 2017 3 novembre 2015    | CACX09        | 3.98     |
| Brian refuse de passer plus de temps avec Stewie. Ce dernier prévoit alors de s'injecter du sperme in vitro afin de tomber enceinte. Stewie accouche, mais parce que les enfants contiennent de l'ADN de Brian, ils se retrouvent tous les deux pères de garçonnets hybrides. Ne sachant pas comment les élever, ils les abandonnent dans un abri animalier. En parallèle, Peter et ses amis essayent de créer une vidéo virale, mais malheureusement, ils s'aperçoivent que le sujet qu'ils ont choisi de filmer n'a pas suscité que leur attention. |            |                                                                                          |                                             |                 |                           |                         |                                     |               |          |
| 244 | 13         | Dr. C et les Femmes Docteur C. et les femmes                                             | Dr C and The Women                          | Mike Kim        | Travis Bowe               | 15 mars 2015            | 18 novembre 2017 10 novembre 2015   | CACX10        | 3.45     |
| Au bar, Peter est témoin d'une dispute entre Joe et Quagmire mais Cleveland réussit à calmer les deux amis. Peter, impressionné, lui conseille alors d'utiliser son don en entamant une carrière de thérapeute. Cleveland le prend au mot et réussit à aider de nombreux concitoyens. Mais lorsque Peter suggère à Lois de le consulter, il en résulte qu'il est le seul responsable de leur problème de couple. Cleveland conseille alors aux Griffin de passer plus de temps ensemble, ce que Peter n'apprécie pas. Il le menace alors de révéler à Donna une aventure qu'il aurait eue avec une strip-teaseuse ce qui fait s'enfuir Cleveland. Lois force alors Peter et ses amis à le trouver et ils parviennent à le persuader qu'il excelle dans son travail. Pendant ce temps, Meg, sur conseil de Quagmire, obtient un travail d'agent de sécurité dans l'aéroport de Quahog. Un de ses collègues lui fait des avances, ce que son actuelle petite amie désapprouve. La petite amie est finalement renvoyée de son travail. Peter tente vainement de mieux dialoguer et de communiquer davantage avec sa fille à la fin de l'épisode. |            |                                                                                          |                                             |                 |                           |                         |                                     |               |          |
| 245 | 14         | Pour une cuillère de Pudding Voyage organisé                                             | JOLO                                        | Julius Wu       | Artie Johann & Shawn Ries | 12 avril 2015           | 18 novembre 2017 17 novembre 2015   | CACX11        | 3.11     |
| Au bar, Peter et ses amis se disputent pour savoir si une publicité contient ou non un gâteau. En voulant vérifier, Peter retrouve un petit garçon déclaré disparu. Cette action lui vaut d'obtenir la clé de la ville en guise de récompense. Mais Joe se sent mis à l'écart étant donné qu'il n'a jamais reçu la moindre distinction en dépit des efforts accomplis, et ce malgré son handicap. Il démissionne alors des forces de police et décide de quitter sa famille. Alors que Lois se sent concernée par l'aventure de Joe, Peter agit en parfait égoïste jusqu'au moment où lui, Quagmire et Cleveland apprennent que Joe a décidé de traverser les Chutes du Niagara seul. Après plusieurs fausses tentatives de suicide, Joe parvient à sauver ses amis et est perçu comme un héros au yeux de tous. Ce geste lui permet de retrouver confiance en lui et de reprendre sa vie ordinaire. |            |                                                                                          |                                             |                 |                           |                         |                                     |               |          |
| 246 | 15         | L'Ecole de la vie Coup de croc                                                           | Once Bitten                                 | Joseph Lee      | Anthony Blasucci          | 19 avril 2015           | 24 novembre 2017 24 novembre 2015   | CACX12        | 3.30     |
| Brian tombe malade et doit être conduit chez le vétérinaire. Le praticien lui conseille d'adopter une hygiène de vie plus saine. En voulant donner un suppositoire à son ami, Peter est mordu par Brian ce qui l'oblige à le conduire à une école de dressage. Cependant, la thérapie fonctionne trop bien et il en devient presque trop obéissant, ce que Peter regrette. Il parvient cependant à remettre la situation dans l'ordre. Pendant ce temps, Neil Goldman se rapproche de Chris, mais il s'avère qu'il l'utilise uniquement pour sortir avec Meg. Sa conscience le tourmentant, Neil avoue tout et Chris accepte de redevenir son ami. |            |                                                                                          |                                             |                 |                           |                         |                                     |               |          |
| 247 | 16         | L'arroseur arrosé Jeu de maux                                                            | Roasted Guy                                 | Joe Vaux        | Andrew Goldberg           | 26 avril 2015           | 24 novembre 2017 1er décembre 2015  | CACX13        | 3.17     |
| Peter et Brian sont ennuyés par les inepties passant à la télévision et Peter demande à ce qu'un roast soit organisé en son honneur. Malheureusement, Peter se méprend totalement sur la nature du divertissement et quitte la salle, humilié par ses proches. Se sentant trahi par ceux qu'il croyait ses amis, Peter est pris à tort pour le tenancier d'un café par un trio de jeunes femmes. Il se lie avec elles, mais lorsqu'il les emmène chez lui, celles-ci se moquent de Lois dans son dos. Au lieu de défendre son épouse, Peter continue à la couvrir d'injures jusqu'à ce que Brian le raisonne. Lois explique à Peter que ces jeunes femmes parlent probablement en mal de lui lorsqu'il n'est pas là et celui-ci réalise qu'elles avaient raison. Après s'être vengé de ces pimbêches, Peter s'excuse auprès de ses amis pour son comportement, mais il réalise alors que ceux-ci n'avaient pas remarqué qu'il était furieux après eux. |            |                                                                                          |                                             |                 |                           |                         |                                     |               |          |
| 248 | 17         | Bagarre à l'Irlandaise Jeux de mains, jeux de vilains                                    | Fighting Irish                              | Brian Iles      | Jaydi Samuels             | 3 mai 2015              | 24 novembre 2017 8 décembre 2015    | CACX15        | 3.68     |
| Quagmire organise une cérémonie en son honneur afin de célébrer sa millième conquête. Lorsqu'il apprend que la star Liam Neeson tourne un film, Peter ne cesse de proclamer qu'il le tabassera, ce qui fait perdre patience à ses amis. Ceux-ci le mettent alors au défi mais Peter se rend très vite compte que sa tâche n'est pas aussi simple qu'il n y paraît. Pendant ce temps, Lois se porte volontaire en devenant parent bénévole à la garderie de Stewie, mais celui-ci supporte très mal le fait qu'un autre enfant accapare l'attention de sa mère. |            |                                                                                          |                                             |                 |                           |                         |                                     |               |          |
| 249 | 18         | Prends ma femme Femme à donner                                                           | Take My Wife                                | John Holmquist  | Kevin Biggins             | 17 mai 2015             | 25 novembre 2017 29 décembre 2015   | CACX14        | 2.85     |
| Peter, Joe, Cleveland, leurs femmes, Quagmire et sa nouvelle conquête s'envolent pour les Bahamas. Peter est très déçu lorsqu'il découvre que le lieu de vacances qu'il idéalisait n'est en réalité qu'un endroit spécialement aménagé pour les couples en difficulté et les huit personnes devront se battre contre l'insécurité de cette place en apparence paradisiaque. Brian, Stewie, Meg et Chris restent pendant ce temps à Quahog en compagnie de Carter qui tente de les initier à des jeux ne nécessitant pas de fonctionnement électronique. |            |                                                                                          |                                             |                 |                           |                         |                                     |               |          |